# Paul Sobol

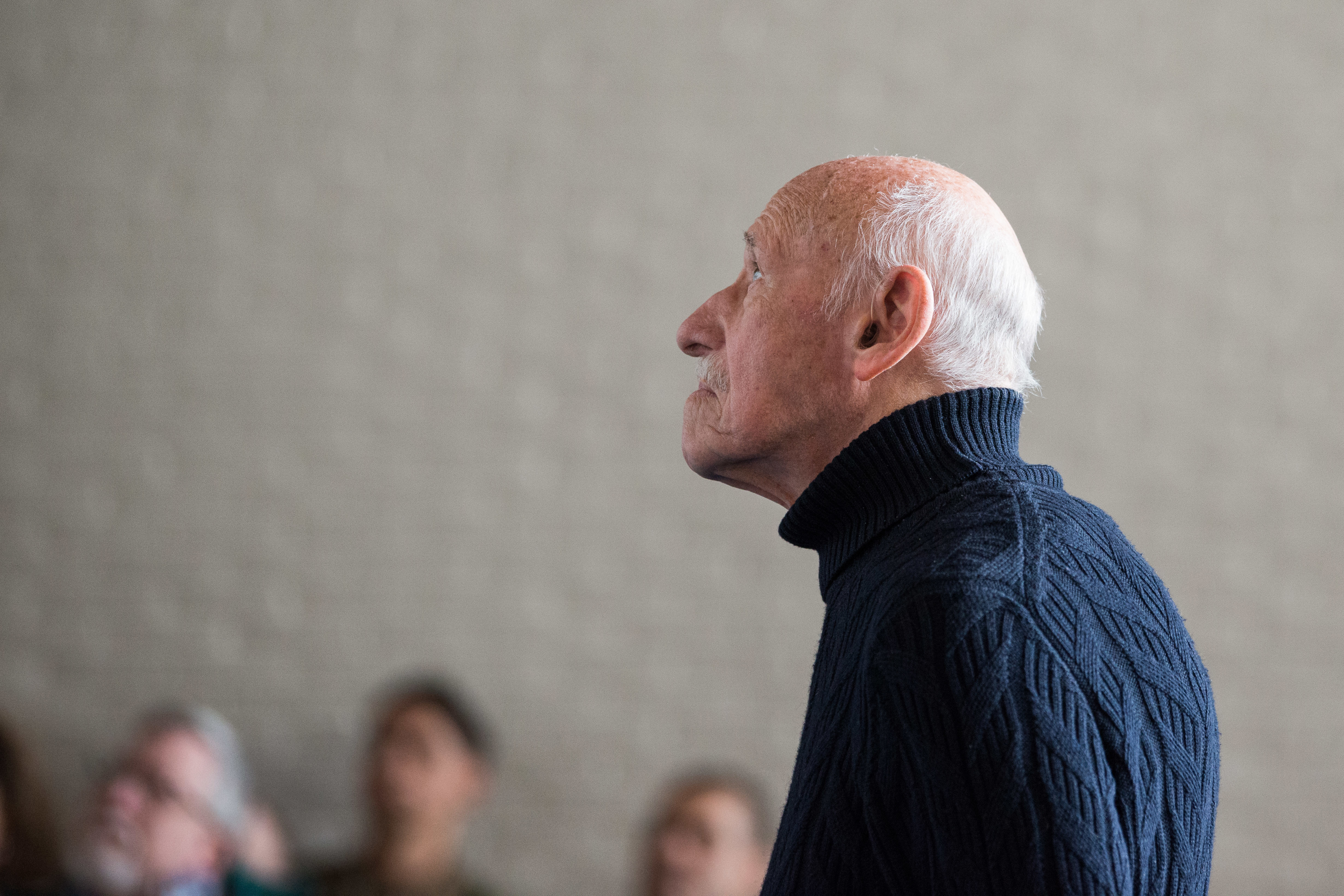
Paul Sobol, 2019

Paul Sobol (Parijs, 26 juni 1926 - 17 november 2020) was een Belgisch overlevende van de Holocaust.

## Leven in het Brusselse
Vader Rywen (Romain) Sobol is afkomstig uit het Poolse Warschau, waar hij actief was in de vakbond. Rywen Sobol was van Joodse afkomst, maar was geen praktiserende jood. Hij leerde zijn Poolse vrouw Marie kennen in Frankrijk, waar ze allebei voor de Eerste Wereldoorlog op de vlucht zijn. Daar werd Paul geboren als oudste kind. In 1928 verhuisde het gezin van Frankrijk naar Brussel, waar datzelfde jaar Betsy geboren werd, later gevolgd door David. De vader werkte als leerlooier van bontvellen en stuurde Paul in 1940 richting het beroep van bontbewerker. Hij ging op leerschool in Brusselse ateliers, maar nog geen jaar later hield hij dat voor bekeken. Hij wilde in het verzet en om vliegenier in Engeland te kunnen worden, ging hij naar het Institut des Arts & Métiers om mechaniek te studeren.
Toen de nazi's in de Tweede Wereldoorlog Brussel binnenvielen en er in 1942 met razzia's begonnen, doken Paul Sobol en zijn jongere broer, zus en ouders onder bij een klant van Rywen in Elsene en namen een andere identiteit aan. Paul werd Robert 'Paul-Bob' Sax. Tijdens de bezetting verkocht Rywen Sobol clandestiene kranten, terwijl hij rondliep met een krant van de bezetter. In die periode leerde Paul een zekere Nelly Vandepaer kennen in sportcentrum Saint-Sauveur. Ze werden verliefd.

## Concentratiekampen
In juni 1944 werden ze alsnog opgepakt, nadat de vader van het gezin hen had laten registeren in het register van Joodse burgers, een valstrik van de nazi's. Ze hebben uiteindelijk nooit geweten wie hen verlinkt had. Via de Dossinkazerne werden ze op de laatste trein vanuit België richting concentratiekamp Auschwitz-Birkenau gestuurd, waar Paul Sobols broer en ouders uiteindelijk het leven lieten. Hij werd er meteen gescheiden van zijn familie: zijn moeder en zus werden naar Birkenau gestuurd, de mannen werden in Auschwitz gescheiden. Paul belandde in een quarantaineafdeling, wachtend tot er een werkplaats vrijkwam, waar hij zichzelf fysiek voelde achteruitgaan. Toen gevraagd werd naar een timmerman onder de gevangenen, meldde Paul zich aan, hoewel hij geen timmerman was. Daardoor moest hij niet in een fabriek gaan werken, maar wel rechtstreeks voor de SS en de kapo's. Voor die laatsten maakten de timmerlui houten doosjes, die de kapo's gebruikten in de ruilhandel. Sobol waagde het de doosjes van een timmerman te versieren was met tekeningen, waarop die een kapo daarop attent maakte. De kapo zag er de persoonlijke voordelen van in (een versierd doosje kon meer opbrengen) en liet Sobol begaan. Voor Sobol pakte het gunstig uit doordat de kapo hem af en toe sigaretten toestopte en hem van het onderste, voedselrijkste uit de soepketel gaf.
Vanuit Auschwitz nam Sobol deel aan een van de dodenmarsen, richting Gross-Rosen, in de sneeuw. Van daaruit werden ze ten slotte in januari 1945 naar Dachau gevoerd met een trein. Van de honderd gevangenen in zijn wagon overleefden er slechts enkelen; Sobol wilde daarna nooit vertellen wat voor mensonterends er in die trein is gebeurd. Nabij Dachau werd hij in een fabriek tewerkgesteld. In april 1945 kon hij dankzij een bombardement ontsnappen naar een boerderij, waar Franse krijgsgevangenen werkten. Op 1 mei dat jaar werden ze bevrijd door het Amerikaanse leger.
Zijn zus Betsy overleefde eveneens de kampen, zijn jongere broer en beide ouders haalden het einde van de oorlog niet.

## Terug in België
Gedurende de hele tijd als gevangene hield hij een foto van zijn vriendin Nelly Vandepaer bij zich. Die had hij op zijn verjaardag samen met een cake gekregen van haar toen hij opgesloten zat in kazerne Dossin; naar eigen zeggen hield de foto hem recht tijdens de hele periode als gevangene. Nadat hij in Brussel terugkeerde, verbleef hij kortstondig bij een vriend, die toevallig de overbuur was van het gezin-Vandepaer. Zij was bij het Rode Kruis gegaan om Sobol te zoeken. Na de oorlog vonden ze elkaar terug en traden in 1947 in het huwelijk. Dat gebeurde kerkelijk, een voorwaarde van de ouders, waar de niet-praktiserende joods Sobol geen probleem mee had en zich voor liet dopen. Ze kregen twee kinderen. Zij stierf in 2012.
Hij vond ook zijn zus Betsy terug, die als 17-jarige nergens terecht leek te kunnen, ook niet bij Paul, en daarna nog zwarte sneeuw zag. Zij zag twee huwelijken mislukken en een van haar kinderen stierf vroegtijdig, maar ze bereikte net als Paul een hoge leeftijd en bleef zo ook een van de laatste overlevenden van de concentratiekampen.
Na de oorlog ging hij studies volgen in publiciteitstekenen, gecombineerd met werken in een drukkerij. Op aanraden van een lesgever ging hij werken voor publiciteitsagentschap Publiccontrol, waar hij voor À l'Innovation opdrachten uitvoerde. Toen die opstapten als klant, nam Sobol ontslag. In 1954 stampte hij een reclamebureau uit de grond. Als zelfstandige werd Au Bon Marché een grote klant, waardoor hij kon uitbreiden. Daarnaast was hij tot aan zijn dood een verwoed duiker en richtte enkele duikcentra op.

## Getuige
Net als vele lotgenoten werd Sobol pas vele jaren later, in 1987, getuige van wat er zich in de concentratiekampen had afgespeeld. Vanaf dan ging hij frequent spreken in scholen en bezocht geregeld Auschwitz, dat hij beschouwde als laatste rustplaats van zijn ouders en broer. Hij bezocht het kamp met de Stichting Auschwitz, waarvan hij bestuurslid werd.
In 2010 verscheen van zijn hand Je me souviens d'Auschwitz.
Een van zijn laatste getuigenissen over de Holocaust deed hij in 2020 in de Canvas-reportagereeks Kinderen van de Holocaust, net zoals zijn zus. Later dat jaar stierf hij aan een aderbreuk. Hij was gezien zijn hoge leeftijd een van de laatste overlevers.